# 태즈먼 지방

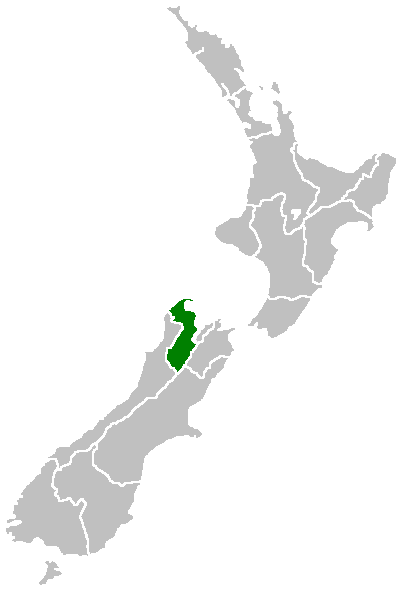
태즈먼 지방의 위치

태즈먼 지방(Tasman Region)은 뉴질랜드의 남섬 북서부에 위치한 지방이다. 중심 도시는 리치먼드이다. 주변 지역은 9786km2, 주변 인구는 2006년을 기준으로 4만 7200명이다. 넬슨 지방에 인접하여, 와인의 산지로 유명하다. 태즈먼해와 골든 베이에 접한다. 아벌타스만 국립공원 등이 있다.

## 지리
태즈먼 구는 뉴질랜드 남섬 서쪽에서 가장 큰 지역이다. 태즈먼 지방은 9,786 km2를 커버하고 있으며, 서쪽으로 마티리 산맥, 태즈먼 산맥 그리고 태즈먼해와 경계를 이루고 있다. 북쪽으로는 태즈먼해와 골든 만이 바다 경계를 형성하고 있고, 동쪽의 경계는 넬슨 시까지 확장되어 스펜서 산맥과 세인트 아노드 그리고 리치몬드 레인지까지 포함하고 있다. 빅토리아 산맥은 태즈먼의 남쪽 경계를 이루고, 태즈먼 구의 가장 높은 산은 프랭클린 산으로 해발 2,340m이다.

## 인구
| 연도  | 인구   | ±% p.a. |
| ----- | ------ | ------- |
| 1991  | 34,026 | —       |
| 1996  | 37,974 | +2.22%  |
| 2001  | 41,352 | +1.72%  |
| 2006  | 44,625 | +1.54%  |
| 2013  | 47,157 | +0.79%  |
| 2018  | 52,389 | +2.13%  |
| 출처: |        |         |